# Jorge Leiva Lavalle
Jorge Esteban Leiva Lavalle (31 de mayo de 1939) es un economista, académico y político chileno, militante del Partido Socialista (PS) y luego del Partido por la Democracia (PPD), que formó parte del gabinete del presidente Eduardo Frei Ruiz-Tagle en su última etapa.

## Familia y estudios
Hijo de Miguel Luis Leiva Leiva y de María Velia Lavalle D'Alencon, estudió economía en la Universidad de Chile y luego cursó una maestría (Master of Arts) y un doctorado en economía en la Universidad de California en Davis, en los Estados Unidos. Estuvo casado con Patricia Crispi Soler, con quien tuvo dos hijos; Benjamín y Diamela. En 2012 contrajo segundas nupcias con Carmen Tornero Silva.

## Trayectoria pública
Luego de finalizar los estudios, se incorporó a las filas del Banco Central de Chile, llegando a ser gerente de crédito interno.
Además, se desempeñó como asesor de la Secretaría Técnica del Comité Económico del Gobierno en 1972, cuando gobernaba el país el presidente socialista Salvador Allende. Tras el golpe de Estado del 11 de septiembre de 1973 en su país, partió al exilio, primero a Colombia y luego en Venezuela.
A comienzos de la década de 1980 regresó a su Chile, incorporándose al Programa Económico del Trabajo (PET) ligado a la Universidad Academia de Humanismo Cristiano, entidad que lo tuvo en sus filas entre 1982 y 1987. Luego partió una vez más al extranjero, esta vez al Programa de las Naciones Unidas para el Desarrollo (PNUD).
En Chile, otra vez, fue asesor del Ministerio de Economía, Fomento y Reconstrucción en las áreas de política macroeconómica y relaciones económicas internacionales (1990-1994 y 1997-1998). Reemplazó a Álvaro García Hurtado en las carteras de Economía y Energía el 1 de agosto de 1998, cargos que desempeñó hasta 1998 y 2000, cuando asumieron en ellos Óscar Landerretche Gacitúa y José De Gregorio (este último ya en el Gobierno de Ricardo Lagos), respectivamente.
Entre el año 2001 y el 2007 fue director en representación del Estado de la Empresa de Servicios Sanitarios del BioBío (Essbio). De 2005 a 2007 fue director del Programa Económico de la Fundación Chile 21.
Durante el año 2008 fue parte del equipo, conformado además por Eugenio Rivera, Óscar Landerretche, Lisette Henríquez, Eduardo Escobar -hijo del exministro de Pinochet, Luis Escobar Cerda-, y el periodista Jorge Andrés Richards, entre otros, que asesoró al precandidato presidencial del Partido Socialista y secretario general de la Organización de los Estados Americanos (OEA), José Miguel Insulza.